# 马克斯·瓦托夫斯基
马克斯·威廉·瓦托夫斯基（英語：Marx William Wartofsky，1928年—1997年） 是巴鲁克学院及纽约城市大学研究生中心一位著名的哲学教授，主要工作是他所称的“历史认识论” 。他生于美国纽约市布鲁克林，在哥伦比亚大学获得学士、硕士和博士学位。在波士顿大学任教26年，1960年与罗伯特·科恩共同创立了波士顿大学哲学和科学史中心，1967年出任系主任。1983年获巴鲁克和纽约市立大学研究生中心杰出哲学教授称号。
他的著作包括《费尔巴哈》（剑桥大学出版社，1977年），《科学思想的概念基础——科学哲学导论》（麦克米伦，1968年），以及论文集《模型：表达与科学的理解》（斯普林，1979年）——探讨科学模型和隐喻的意义。